# فرد فایرز
فرد فایرز (انگلیسی: Fred Fayers؛ ۲۱ سپتامبر ۱۸۹۰ – ۴ فوریهٔ ۱۹۵۴) بازیکن فوتبال اهل بریتانیا بود.
از باشگاه‌هایی که در آن بازی کرده‌است می‌توان به باشگاه فوتبال استوک‌پورت کانتی، باشگاه فوتبال منچستر سیتی، باشگاه فوتبال هادرزفیلد تاون، باشگاه فوتبال واتفورد، و باشگاه فوتبال سنت آلبنز سیتی اشاره کرد.
وی همچنین در تیم ملی فوتبال England amateur بازی کرده‌است.